# Aleksander Stavre Drenova
Aleksander Stavre Drenova (n. 11 aprilie 1872, Drenovë⁠(d), regiunea Korçë, Albania – d. 11 decembrie 1947, București, România), cu pseudonimul Asdren sau Asdreni, a fost un poet albanez, cunoscut în special pentru că a scris imnul național albanez, Hymni i Flamurit (Imnul steagului).
Nascut în Drenova aproape de Korca în Albania, scria în dialectul local tosk (dialect din sud). A urmat școala greacă din orașul său, dar la moartea tatălui, când avea 13 ani, a fost obligat să plece la București ca să se întâlnească cu frații săi, unde a cunoscut mediile literare și naționaliste albaneze din oraș.
În 1904, Asdreni a publicat Rreze dielli („Raze de soare”), prima antologie de 99 poezii dedicate lui Scanderbeg, erou național albanez. A doua antologie, care avea tot 99 poezii, Ëndrra e lotë („Vise și plânsete”) a fost publicată în 1912 și era dedicată unei călătoare britanice, Edith Durham. Al treilea volum de poezii de Asdreni Psallme murgu („Psalmi de călugăr”) au apărut în 1930. Sonetul era stilul său preferat.
După o scurtă întoarcere în Albania în 1914, Asdreni a revenit în România, unde a continuat să susțină mișcarea națională albaneză. În 1937 călătorește în Albania, dar se întoarce repede în România. A murit in București. 
Hymni i Flamurit a fost publicat prima dată pe 12 aprilie 1912 sub titlul Betimi mi flamur  („Jurământul steagului”) în Liri e Shqipërisë (Libertatea din Albania), într-un ziar albanez în Sofia (Bulgaria). În același an, autorul a inclus poezia în antologia poetică Ëndrra e lotë („Vise și plânsete”) publicată în București.

## Opera
- Rreze dielli (Rayos de sol, 1904)
- Ëndrra (dh)e lotë (Sueños y lloros, 1912)
- Psallme murgu (Salmos de un monje, 1930)
- Kambana e Krujës (La campana de Kruja, 1937)